# Eric Beishline
 (décembre 2010).
 (mai 2020).
Si vous disposez d'ouvrages ou d'articles de référence ou si vous connaissez des sites web de qualité traitant du thème abordé ici, merci de compléter l'article en donnant les références utiles à sa vérifiabilité et en les liant à la section « Notes et références ».
Eric Beishline est un tueur en série américain ayant tué au moins trois personnes âgées. Il a été condamné à la prison à vie dans l'État du Missouri.

## Biographie

### Enfance et adolescence
Eric Beishline n'a jamais été un mauvais enfant. Bien qu'il aimait jouer des tours, il n'était pas méchant et a même sauvé un campeur de la noyade alors qu'il était âgé de 13 ans. Selon ses parents, Beishline avait un avenir prometteur, bien qu'il ait été diagnostiqué comme hyperactif à l'âge de sept ans. Dû à ce diagnostic, le jeune Eric prit du ritalin pendant une période de trois ans, même si ses parents n'étaient pas très à l'aise au sujet de l'utilisation de ce médicament sur leur enfant.
Alors qu'il avait douze ans, il fut suspendu de l'école lorsque le directeur le prit à fumer de la marijuana. Ses parents l'amenèrent donc voir un psychologue et lui firent suivre une thérapie.
Dans le secondaire, Eric se distingua et reçut des honneurs grâce à sa moyenne de A- en plus d'exceller dans les équipes de lutte et de football américain. Il fut même nommé pour un prix alors qu'il était âgé de 17 ans. Cependant, la même année, il fut arrêté pour conduite sous stupéfiant et réadmis dans un programme de dépendance.
À 18 ans, Eric entra à l'université Purdue et rejoignit une fraternité. L'année suivante, il fut renvoyé pour consommation de cocaïne. Il fut également condamné à trente jours de prison à Lafayette, dans une prison de l'Indiana pou, avoir volé la caméra d'un ami afin d'obtenir de l'argent, qu'il voulait consacrer à son addiction. Lassés des frasques de leur fils, ses parents l'envoyèrent vivre avec ses grands-parents en Californie où il se « remit sur le droit chemin ». Il termina un programme de réhabilitation, se trouva un bon emploi et une copine. Mais lors d'une fête, alors qu'il avait de l'argent, il consomma de la cocaïne une fois de plus et il retomba dans l'addiction un mois plus tard.

#### Drogues
Eric commença par consommer de la marijuana, puis, entre autres, du speed et du valium. Sa drogue de prédilection devint rapidement la cocaïne. Il a été dit que l'effet du ritalin sur le système nerveux était comparable à celui de la cocaïne. C'est cette addiction à la cocaïne qui lui fit perdre la raison, ce qui est la raison de ses multiples meurtres. Dans un autre état d'esprit, même lorsqu'il était incarcéré, il n'arrivait pas à comprendre ce qui s'était passé et n'a pas de souvenirs précis de la période ayant précédé sa condamnation.

##### Procès
Eric Beishline fut accusé d'abus de personnes âgées, ainsi que de vol et de meurtre au premier degré. Son plus grand chagrin fut toutefois de décevoir ses parents et il pensa au suicide, mais dans un appel à Dieu, ce dernier lui signifia que ce n'était pas la chose à faire.

###### Crimes
Le 7 janvier 1993, Beishline arriva à la maison d'Evelyn Hoech, 84 ans. Il lui dit que son agent d'assurances l'envoyait pour lui vendre des produits. Lorsqu'elle refusa de les acheter, il modifia son histoire. Hoech mentionna qu'Eric lui dit que la CIA l'envoyait pour tuer son agent d'assurances. Il lui dit qu'il avait besoin d'argent pour quitter la ville. Lorsqu'elle refusa, il pointa un pistolet vers elle et cette dernière lui dit que, s'il voulait la tuer, il le fasse et quitte sa maison. C'est alors qu'il trempa un linge dans un liquide, la poussa par terre et recouvrit sa bouche du linge. La vieille dame s'évanouit et lorsqu'elle se réveilla, il était parti. Il plaida coupable aux accusations d'abus envers Hoech.
Le 8 janvier 1993, Elisabeth Norton, 72 ans, ne fut pas aussi chanceuse. Selon le procureur Kevin Crane, Beishline entra dans la maison de Norton, et tenta de lui vendre des assurances. Comme la vieille dame n'était pas dupe, il la vola, la submergea de chloroforme et jeta son corps dans la rivière du Missouri. Pour sa défense, le député directeur du système de défense publique de l'État du Missouri, Daniel Gralike, déclara que son client n'avait pas l'intention de tuer et que 16 ans de consommation de drogue avaient diminué ses capacités mentales. Bien qu'il ait attaqué Hoech et Norton dans le but de les voler pour financer son addiction, il ne s'agissait pas, selon lui, d'un cas de meurtre au premier degré. Lorsqu'il s'assit sur la poitrine de Norton pour la droguer au chloroforme – comme il l'avait fait pour Hoech – Eric lui brisa le sternum. Malgré son discours, le jury jugea Beishline coupable de meurtre au premier degré.
Comme il fut reconnu coupable de meurtre au premier degré, le sort de Beishline résidait dans les mains du procureur - la peine capitale ou l'emprisonnement à vie.
Le 15 janvier 1993, des officiels du comté de Cole exhumèrent le corps d'Herbert Bellman, qui fut retrouvé mort dans sa maison le 8 août 1992. Sans faire d'autopsie, les docteurs avaient établi que Bellman, 78 ans, était mort d'une attaque de cœur. Mais la mort d'Horton amena la police à investiguer. Les rapports de la banque montraient que Bellman avait acheté une police d'assurance de 15 000 $ à Beishline avant sa mort, mais qu'aucune somme n'avait été remise. On trouva également des traces de chloroforme dans le système du vieillard.
On suspecta également Eric pour le meurtre d'Irene Miller, le 17 décembre 1992. Le 3 septembre 1992, Miller acheta une assurance à Eric pour un peu plus de 1 300 $, mais lorsque la vieille dame se blessa en novembre et tenta une réclamation, on lui dit que la police d'assurance n'existait pas. Confronté par un autre agent, Beishline paya l'agence, mais le 16 décembre, il reçut une lettre du vice-président de Standard Life Insurances qui voulait qu'il s'explique sur l'incident. Le lendemain, Beishline essaya de retirer un chèque de 5 000 $ provenant du compte de Miller, mais la banque refusa d'encaisser le chèque puisque la signature n'était pas la même. On essaya de rejoindre Miller par téléphone, mais on ne put la contacter, et l'on dit à Beishline qu'il pourrait recevoir le montant s'il amenait Miller avec lui. Vingt minutes plus tard, Beishline retourna à la banque en disant que Miller ne pouvait se présenter pour cela. Le lendemain matin, la banque contacta la police qui envoya un officier à la maison de Miller. Il la retrouva morte sur son plancher de cuisine, et on conclut à une mort par attaque de cœur ayant pu être produite par le chloroforme.
Beishline dénia avoir été responsable pour les morts additionnelles. Il fut condamné à la prison à vie.

## Lecture additionnelle
- Mercy and Crime - Le procès d'Eric Beishline